# すべて君たちのせいさ
『すべて君たちのせいさ All Because Of You Guys』（すべてきみたちのせいさ オール ビコーズ オブ ユー ガイズ）は、チューリップによるビートルズのカバー・アルバム。1976年6月5日発売。ジャケットに記されたタイトルでは、「ALL BECAUSE OF YOU GUYS　すべて君たちのせいさ!　'76初夏号」となっている。

## 解説
デビュー当時からビートルズを意識した楽曲作りを行い、日本のビートルズと称されていたこともあったチューリップによる、ビートルズのカバー・アルバムである。財津和夫は、本盤を制作した理由は「頭の中に一杯のビートルズを一回ここで整理しよう、思いっきりコピーして親離れ」するためだったと語っている。
A面1曲目とB面8曲目のみオリジナル楽曲（ただし、ビートルズを意識した全英語詞）で、あとはビートルズの楽曲を忠実にカバーしている。特に財津和夫が「日本のポール・マッカートニー」として扱われていた時期もあったことから、本作でカバーした楽曲は2曲（「I NEED YOU」と「WAIT」）を除きオリジナルでポールがボーカルをとる楽曲である。財津は、選曲は迷ったが、「コピーしやすくあまり文句言われない簡単な曲を選んだ」と語っている。
ジャケットはピンクを背景にし、文字を多く入れた漫画雑誌の表紙の様なデザインで、メンバーの似顔絵以外にも、ビートルズの4人の似顔絵も描かれている。制作に当たっては、キャラクターをまねた漫画家の許可を取ったという。
アルバムオリジナルの楽曲の2曲（「ALL BECAUSE OF YOU GUYS 〜PROLOGUE」と「ALL BECAUSE OF YOU GUYS 〜EPILOGUE」）で作詞および作曲にクレジットされているCARLOS ALPACAは当時シンコーミュージックに所属していたピーター・バラカンのことで、英語の発音指導等を行ったほか、B面7曲目の『Hey Jude』のレコーディングにも参加している。ジャケットにも、ピーター・パン風の似顔絵が描かれているが、キャプションは「ピーター」となっている。
チューリップはこのアルバムを契機に、ビートルズへの傾斜からは脱却して独自の路線を志向することとなった。

## 収録曲

### LPレコード
SIDE A
1. ALL BECAUSE OF YOU GUYS 〜PROLOGUE
  - 作詞／作曲：CARLOS ALPACA・財津和夫　ボーカル：財津和夫
  - オリジナル楽曲で、ビートルズとその音楽を聴いた自分達について歌っている。
2. WE CAN WORK IT OUT
  - 作詞／作曲：Lennon-McCartney　ボーカル：財津和夫
3. YOUR MOTHER SHOULD KNOW
  - 作詞／作曲：Lennon-McCartney　ボーカル：財津和夫
4. I NEED YOU
  - 作詞／作曲：George Harrison
  - アルバム中、唯一のジョージによる作品である。
  - 曲の冒頭には安部俊幸によるシタールが挿入されており、ジャケット裏面のこの曲の部分には「SITAR FRAGMENT」の文字が入っている。この時の没テイクが、2000年に発売された『TULIP Anthology 1〜Rare Tracks〜』に『シタールの調べTAKE1～TAKE3』として収録されている。
5. ANOTHER GIRL
  - 作詞／作曲：Lennon-McCartney　ボーカル：財津和夫
  - フルではなく、冒頭部分のみの演奏が収録されており、次の曲への序曲的な立ち位置になっている。
6. HERE THERE AND EVER EVERYWHERE
  - 作詞／作曲：Lennon-McCartney　ボーカル：財津和夫
7. THE NIGHT BEFORE
  - 作詞／作曲：Lennon-McCartney　ボーカル：財津和夫

SIDE B
1. BLACKBIRD
  - 作詞／作曲：Lennon-McCartney　ボーカル：財津和夫
2. WAIT
  - 作詞／作曲：Lennon-McCartney　ボーカル：財津和夫
  - アルバム中、唯一ジョンがボーカルをとる作品である。
3. FOR NO ONE
  - 作詞／作曲：Lennon-McCartney　ボーカル：財津和夫
4. LADY MADONNA
  - 作詞／作曲：Lennon-McCartney　ボーカル：財津和夫
  - フルではなく、イントロと間奏をつないだ演奏及びワンコーラスのみ歌唱が収録されており、次の曲への序曲的な立ち位置になっている。
  - レコーディングでイギリスを訪れた際、財津、安部、姫野がアビーロードスタジオでポール・マッカートニーと会談することに成功した。 
財津らが音楽をバンドマンであることを知ったポールに「何か演奏してみて」促され、姫野がピアノでこの曲のイントロを演奏すると、ポールが合わせてベースを演奏したという逸話が残っている。
5. MARTHA MY DEAR
  - 作詞／作曲：Lennon-McCartney　ボーカル：財津和夫
6. TWO OF US
  - 作詞／作曲：Lennon-McCartney　ボーカル：財津和夫
7. HEY JUDE
  - 作詞／作曲：Lennon-McCartney　ボーカル：財津和夫
8. ALL BECAUSE OF YOU GUYS 〜EPILOGUE
  - 作詞／作曲：CARLOS ALPACA・財津和夫　ボーカル：財津和夫
  - 第1曲の再現。

### CD
1. ALL BECAUSE OF YOU GUYS～PROLOGUE
2. WE CAN WORK IT OUT
3. YOUR MOTHER SHOULD KNOW
4. I NEED YOU
5. ANOTHER GIRL
6. HERE THERE AND EVERYWHERE
7. THE NIGHT BEFORE
8. BLACKBIRD
9. WAIT
10. FOR NO ONE
11. LADY MADONNA
12. MARTHA MY DEAR
13. TWO OF US
14. HEY JUDE
15. ALL BECAUSE OF YOU GUYS～EPILOGUE

## クレジット
SHOO KUSANO -SHINKO MUSIC PRODUCTIONS
ALL SONGS BY JOHN LENNON – PAUL McCARTNEY
except:A-4 BY GEORGE HARRISON
　　　 　:A-1, B-8 BY CALROS ALPACA – KAZUO ZAITSU
ART DIRECTION – TAKUYA OHNO
COVER DESIGN – ORBIS
ILLUSTRATION – MASATO TSUKAMOTO
PHOTOGRAPHY – KENJI TAGUCHI
LYRIC TRANSLATION – YOSHI NAKANNISHI
SUPERVISION – SHIRO NISHIDA
MANAGEMENT – MASAYUKI SEO
ENGINEER – TOMI
RECORDED AT TOSHIBA-EMI STUDIOS
SPECIAL THANKS TO CALROS ALPACA
English teacher and supplier of lunatic harmonica and monologue　Hey Jude
PRODUCED BY KAZUNAGA NITTA